# Nationalpark Ķemeri
Der Nationalpark Ķemeri (lettisch: Ķemeru nacionālais parks) ist einer von vier Nationalparks in Lettland. Er ist nach dem Kurort Ķemeri (deutsch: Kemmern), dem westlichsten Teil der Stadt Jūrmala, benannt, in dem auch das Besucher- und Informationszentrum angesiedelt ist. Der Nationalpark befindet sich an der Küste des Golfs von Riga  auf dem Gebiet der Stadt Jurmala sowie den Bezirken Jelgava, Mārupe und Tukums. In dem Gebiet befinden sich ausgedehnte Feuchtgebiete, Lagunen und Moore. Bei Ķemeri gibt es einige schwefelhaltige Mineralquellen, die auch medizinisch genutzt werden.

## Geschichte
Im Nationalpark befinden sich noch vielerorts sichtbare Reste von Stellungssystemen aus dem Zweiten Weltkrieg. Das sumpfige Gebiet schirmte 1944 die letzte Verbindungsstraße zwischen der Heeresgruppe Nord und der Heeresgruppe Mitte ab. Im Rahmen des Unternehmens Doppelkopf war hier der nur wenige Kilometer breite Kemeri-Korridor freigekämpft und bis zum Rückzug der abgeschnittenen Heeresgruppe Nord (Unternehmen Aster) gehalten worden. Die Sümpfe stellten das letzte große Hindernis für Panzerfahrzeuge vor dem Erreichen der Rigaer Bucht dar.
Bereits 1957 bestand kurzfristig ein Naturreservat bei Ķemeri. Danach waren spezielle Zonen geschützt, bis der heutige Nationalpark im Jahr 1997 gegründet wurde. Die Verwaltung geht von der Naturschutzbehörde Lettlands aus. 
Seit 2001 ist rechtliche Grundlage für den Nationalpark das Ķemeru nacionālā parka likums (Gesetz über den Nationalpark Kemeri).
2004 wurde der Nationalpark in das europäische Netzwerk Natura 2000 aufgenommen.
2005 und 2006 wurden mit Hilfe der Europäischen Union Projekte gestartet, um Flussbegradigungen und Moorentwässerungen rückgängig zu machen.

## Geographie, Flora, Fauna und Ökologie
Der Großteil der Fläche ist bewaldet. An der Küste finden sich charakteristische Kiefernbestände auf sandigem Boden. Am Slokas-See finden sich seltene Baumarten.
Es gibt einige kleinere, langsam fließende Flüsse im Gebiet. Der Lauf der Slocene liegt fast vollständig im geschützten Gebiet. An den Ufern finden sich mehrere geschützte Tierarten, wie die gefleckte Fluss-Schnecke (lettisch: upes raibgliemezis), Süßwassermuscheln, Fischreiher, Schwarzstörche, Wasserfledermäuse und Otter. Beim Fluss Vēršupīte finden sich Schwefelquellen und feuchte Laubwälder.
Die größten der vielen Seen im Nationalpark sind der Kaņieris und der Slokas-See (Slokas ezers). Moorflächen machen ein Viertel der Gesamtfläche des Nationalparks aus. Hier gibt es Vorkommen von Orchideenarten. Das große Ķemeri-Moor ist ein typisches Hochmoor. Andere Moore wurden zum Torfabbau entwässert und werden sich nicht vor hundert Jahren regenerieren.